# وادي البحرة
وادي البحرة أحد أودية منطقة القصيم وسط المملكة العربية السعودية. يُعد الوادي أحد الروافد المهمة لوادي الرمة. يرفد وادي البحرة وادي الشبرم من جبال المشف وما حولها من مرتفعات٬ ثم يتجه شمالاً فيلتقي برافده وادي الصقرة٬ وبعد ذلك ينحرف نحو الغرب باسم وادي البحرة حتى يلتقي بوادي الجري.